# 堀文平
堀 文平（ほり ぶんぺい、1882年（明治15年）2月10日 - 1958年（昭和33年）1月1日）は、日本の実業家。第3代富士紡績社長や、同社会長、経済団体連合会副会長、初代日本紡績協会委員長、日本銀行参与、通商産業省顧問などを歴任した。

## 来歴・人物
岡山県津山に生まれる。滋賀県立商業学校（現・滋賀県立八幡商業高等学校）特待生を経て、1904年に東京高等商業学校（現・一橋大学）を卒業した。卒業後は大阪商船に入社した。1907年に福島紡績に移る。
1912年に大阪莫大小（メリヤス）創立に参画し、同社常務に就任した。1931年に改称された明正紡織の社長に就任する。1941年には同社を富士紡合と合併させ、富士瓦斯紡績の社長となった。
1942年には満州紡績の社長にもなる。富士瓦斯紡績は1945年に富士紡績に改称したが、そのまま社長に留任した。1947年には富士紡績会長となる、同年には経済安定本部顧問、1948年には鉄道輸送中央協議会委員も務めた。
1948年に日本紡績協会が創立されると、初代委員長に就任した。1949年には日本銀行参与、経済復興計画審議会委員、通商産業省顧問に就任した。1950年には金利調整審議会委員となる。1952年には通貨発行審議会委員も務めている。
このほか財界活動として経済団体連合会副会長、日本経営者団体連盟常任理事、大阪商工会議所顧問なども歴任した。1958年に正五位に叙され、勲三等瑞宝章を受章した。邸宅は兵庫県宝塚市雲雀丘にありウィリアム・メレル・ヴォーリズの作品であった。

## 親族
長女の房子は下村汽船社長下村健一の妻。

## 著書
- 『我が國の纎維産業と輸出』富士紡績 1949年